# 澳門理工大學長者書院
澳門理工大學長者書院（葡萄牙語：Academia do Cidadão Sénior, Universidade Politécnica de Macau），簡稱“長者書院”，創立於1999年，為澳門首家高等院校為長者開設課程的教學單位，現時為澳門理工大學附屬之獨立學術單位。曾獲“全國先進老年大學”和“全國示範老年大學”殊榮。
長者書院現設兩個校區，分別位於澳門理工大學高美士街主校部和氹仔松樹尾社區中心一樓。
現任院長為林韻薇博士。

## 課程
長者書院兩個校區均設有學年制課程和短期課程，年滿55歲或以上的澳門居民可報讀有關課程，另設有興趣組、義工隊、太極隊等。長者書院亦不定期與社會工作局合辦“長者導師培訓課程”，共同培養長者於社會各機構擔任導師。